# The Good Place
The Good Place es una serie de televisión estadounidense de comedia y fantasía creada por Michael Schur. Se estrenó el 19 de septiembre de 2016 en la cadena estadounidense NBC.
La serie se centra en Eleanor Shellstrop (Kristen Bell), una joven recién fallecida que se despierta en la otra vida y es enviada por Michael (Ted Danson) al «lado bueno», una utopía parecida al cielo que él mismo diseñó en recompensa a una vida terrenal justa. Sin embargo, rápidamente se da cuenta de que fue enviada allí por error y debe ocultar su comportamiento moralmente imperfecto y tratar de convertirse en una mejor persona. La comedia está coprotagonizada por William Jackson Harper, Jameela Jamil y Manny Jacinto como otros residentes del «lado bueno», junto con D'Arcy Carden como un ser artificial que ayuda a los habitantes.
The Good Place ha recibido elogios de la crítica desde su estreno, alabando sus actuaciones, escritura, originalidad, ubicación y el tono, así como su giro dramático al final de la primera temporada. El 30 de enero de 2017, NBC renovó la serie para una segunda temporada de 12 episodios, que se estrenó el 20 de septiembre de 2017, con un capítulo de casi una hora de duración. El 21 de noviembre de 2017, NBC renovó la serie para una tercera temporada de 13 episodios, que se estrenó el 28 de septiembre de 2018, con un capítulo doble de 43 minutos de duración. La cuarta y última temporada de The Good Place tuvo su estreno el día 26 de septiembre de 2019 por NBC y en Netflix.

## Argumento

### Temporada 1
Tras su muerte, Eleanor Shellstrop, es recibida por Michael en «el lado bueno». Michael es un arquitecto inmortal que diseñó una comunidad póstuma en la que todos los que lo mereciesen pudieran vivir a con sus gustos específicos.

### Temporada 2
Michael lleva a cabo repetidas veces el experimento con los humanos, realizando distintas variaciones del vecindario.

### Temporada 3
Al darse cuenta de que el grupo está recayendo en sus antiguos patrones de actitud, Michael interfiere repetidas veces sin que Gen lo sepa para manipularlos y que se encuentren entre ellos.

### Temporada 4
El experimento de un año finalmente demuestra que los humanos pueden mostrar una mejora moral en el más allá. El grupo instituye un nuevo sistema mediante el cual los humanos fallecidos se abrirán camino hacia el Lado Bueno al pasar pruebas de desarrollo moral; y luego, para evitar quedar adormecidos por el aburrimiento de la dicha eterna, pueden optar por salir del Lado Bueno y terminar pacíficamente con su otra vida. En el episodio final, Jason, Chidi y Eleanor finalmente deciden salir; Tahani se convierte en diseñadora de entornos para el más allá, y a Michael se le permite ser enviado a la Tierra para vivir como humano.

## Reparto

### Principales
- Kristen Bell como Eleanor Shellstrop.
- William Jackson Harper como Chidi Anagonye.
- Jameela Jamil como Tahani Al-Jamil.
- D'Arcy Carden como Janet.
- Manny Jacinto como Jason Mendoza.
- Ted Danson como Michael.

### Recurrentes e invitados
- Tiya Sircar como Vicky Sengupta.
- Marc Evan Jackson como Shawn.
- Maribeth Monroe como Mindy St. Claire
- Luke Guldan como Chris Baker.
- Rebecca Hazlewood como Kamilah Al-Jamil.
- Bambadjan Bamba como Bambadjan.
- Ajay Mehta como Waqas Al-Jamil.
- Anna Khaja como Manisha Al-Jamil.
- Josh Siegal como Glenn.
- Meryl Hathaway como Brittany.
- Jama Williamson como Val.
- Joe Mande como la voz de Toddrick "Todd" Hemple.
- Leslie Grossman como Donna Shellstrop (temporadas de 1 a 3).
- Keston John como Uzo (temporadas 1, 3 y 4).
- Eugene Cordero como Steven "Pillboi" Peleaz (temporadas 1, 3 y 4).
- Adam Scott como Trevor (temporadas 1 y 3).
- Angela Trimbur como Madison (temporadas 1, 2 y 4).
- Amy Okuda como Jessica / Gayle (temporadas 1 y 2).
- Jason Mantzoukas como Derek Hoffstettler (temporadas 2 y 4).
- Maya Rudolph como Juez Hidrógeno "Gen" (temporadas de 2 a 4).
- Brandon Scott Jones como John Wheaton (temporadas 3 y 4).
- Kirby Howell-Baptiste como Simone Garnett (temporadas 3 y 4).
- Steve Berg como Chuck (temporadas 3 y 4).
- Mitch Narito como Donkey Doug (temporadas 3 y 4).
- Brad Morris como Matt (temporadas 3 y 4).
- Paul Scheer como Chuck (temporadas 3 y 4).
- Mike O'Malley como el portero (temporada 3).
- Ben Lawson como Larry Hemsworth (temporada 3).
- Stephen Merchant como Neil (temporada 3).
- Brandon Scott Jones como John Wheaton (temporada 4).
- Ben Koldyke como Brent Norwalk (temporada 4).

## Episodios
| Temporada | Temporada | Episodios | Episodios | Emisión original         | Emisión original     |
| Temporada | Temporada | Episodios | Episodios | Primera emisión          | Última emisión       |
| --------- | --------- | --------- | --------- | ------------------------ | -------------------- |
|           | 1         | 13        | 13        | 19 de septiembre de 2016 | 19 de enero de 2017  |
|           | 2         | 13        | 13        | 20 de septiembre de 2017 | 1 de febrero de 2018 |
|           | 3         | 13        | 13        | 27 de septiembre de 2018 | 24 de enero de 2019  |
|           | 4         | 14        | 14        | 26 de septiembre de 2019 | 30 de enero de 2020  |

## Recepción

### Clasificaciones
| Temporada | Horario (ET)                                                                  | Episodios | Primera emisión          | Primera emisión      | Última emisión       | Última emisión       | Ranking | Prom. de espectadores (millones) |
| Temporada | Horario (ET)                                                                  | Episodios | Fecha                    | Audiencia (millones) | Fecha                | Audiencia (millones) | Ranking | Prom. de espectadores (millones) |
| --------- | ----------------------------------------------------------------------------- | --------- | ------------------------ | -------------------- | -------------------- | -------------------- | ------- | -------------------------------- |
| 1         | lunes 10:00 p. m. (Estreno) jueves 8:30 p. m.                                 | 13        | 19 de septiembre de 2016 | 8.04                 | 19 de enero de 2017  | 3.93                 | 77      | 5.72                             |
| 2         | miércoles 10:00 p. m. (Estreno) jueves 8:30 p. m.                             | 13        | 20 de septiembre de 2017 | 5.28                 | 1 de febrero de 2018 | 3.19                 | 77      | 5.78                             |
| 3         | jueves 8:00 p. m. (Estreno) jueves 8:30 p. m. (2018) jueves 9:30 p. m. (2019) | 13        | 27 de septiembre de 2018 | 3.13                 | 24 de enero de 2019  | 2.39                 | —       | —                                |

### Recepción crítica
The Good Place ha recibido críticas positivas de los críticos de televisión. En Rotten Tomatoes la temporada tiene una calificación de 90%, basada en 47 reseñas, con una valoración media de 7.8/10. El consenso crítico del sitio dice, "Kristen Bell and Ted Danson knock it out of the park with supremely entertaining, charming performances in this absurd, clever and whimsical portrayal of the afterlife." En Metacritic, la temporada tiene una puntuación de 78 de cada 100, basada en 32 críticos, lo que indica "generalmente críticas favorables".
Los editores de TV Guide colocaron a The Good Place entre las diez primeras selecciones para los nuevos espectáculos más esperados de la temporada 2016–17.

### Premios y nominaciones
| Año  | Premio                                             | Categoría                                          | Candidato(s)                                                                             | Resultado |
| ---- | -------------------------------------------------- | -------------------------------------------------- | ---------------------------------------------------------------------------------------- | --------- |
| 2016 | TV Guide                                           | Most Exciting TV Series                            | The Good Place                                                                           | Nominado  |
| 2016 | Critics' Choice Television Awards                  | Most Exciting New Series                           | The Good Place                                                                           | Ganador   |
| 2016 | IGN Summer Movie Awards                            | Best TV Comedy Series                              | The Good Place                                                                           | Nominado  |
| 2017 | Academy of Science Fiction, Fantasy & Horror Films | Best Fantasy Television Series                     | The Good Place                                                                           | Nominado  |
| 2017 | Gold Derby Awards                                  | Comedy Lead Actor                                  | Ted Danson                                                                               | Nominado  |
| 2017 | People's Choice Awards                             | Favorite New Comedy Series                         | The Good Place                                                                           | Nominado  |
| 2017 | Television Critics Association Awards              | Outstanding Achievement in Comedy                  | The Good Place                                                                           | Nominado  |
| 2017 | Television Critics Association Awards              | Outstanding New Program                            | The Good Place                                                                           | Nominado  |
| 2017 | Television Critics Association Awards              | Individual Achievement in Comedy                   | Kristen Bell                                                                             | Nominado  |
| 2017 | Saturn Awards                                      | Best Fantasy Television Series                     | The Good Place                                                                           | Nominado  |
| 2017 | TCA Awards                                         | Individual Achievement in Comedy                   | Kristen Bell                                                                             | Nominado  |
| 2017 | TCA Awards                                         | Outstanding Achievement in Comedy                  | The Good Place                                                                           | Nominado  |
| 2017 | TCA Awards                                         | Outstanding New Program                            | The Good Place                                                                           | Nominado  |
| 2018 | Hugo Award                                         | Best Dramatic Presentation, Short Form             | "Michael's Gambit" written and directed by Michael Schur                                 | Nominado  |
| 2018 | Hugo Award                                         | Best Dramatic Presentation, Short Form             | "The Trolley Problem" written by Josh Siegal & Dylan Morgan and directed by Dean Holland | Nominado  |
| 2018 | People's Choice Awards                             | Best Comedy Show                                   | The Good Place                                                                           | Nominado  |
| 2018 | People's Choice Awards                             | Comedy TV Star                                     | Kristen Bell                                                                             | Nominado  |
| 2018 | Primetime Emmy Awards                              | Outstanding Guest Actress in a Comedy Series       | Maya Rudolph                                                                             | Nominado  |
| 2018 | Primetime Emmy Awards                              | Outstanding Lead Actor in a Comedy Series          | Ted Danson                                                                               | Nominado  |
| 2018 | Saturn Awards                                      | Best Fantasy Television Series                     | The Good Place                                                                           | Nominado  |
| 2018 | TCA Awards                                         | Individual Achievement in Comedy                   | Ted Danson                                                                               | Nominado  |
| 2018 | TCA Awards                                         | Outstanding Achievement in Comedy                  | The Good Place                                                                           | Ganador   |
| 2018 | TCA Awards                                         | Program of the Year                                | The Good Place                                                                           | Nominado  |
| 2019 | Golden Globe Awards                                | Best Actress – Television Series Musical or Comedy | Kristen Bell                                                                             | Nominado  |
| 2019 | Golden Globe Awards                                | Best Television Series – Musical or Comedy         | The Good Place                                                                           | Nominado  |
| 2019 | Writers Guild of America Awards                    | Television: Comedy Series                          | The Good Place                                                                           | Nominado  |
| 2019 | Satellite Awards                                   | Best Musical or Comedy Series                      | The Good Place                                                                           | Nominado  |
| 2019 | Satellite Awards                                   | Best Actor in a Musical or Comedy Series           | Ted Danson                                                                               | Nominado  |